# Trenu (okręg Prahova)
Trenu – wieś w Rumunii, w okręgu Prahova, w gminie Chiojdeanca. W 2011 roku liczyła 635 mieszkańców.